# Pho Proeung
Pho Proeung (khmerski ផូ ព្រឿង; ur. 1897 lub 12 sierpnia 1903 w Phnom Penh, zm. 1975) – kambodżański polityk, premier Kambodży od 19 kwietnia 1960 do 28 stycznia 1961.
Pracował jako urzędnik, od końca lat 30. XX wieku awansował na gubernatora prowincji Poŭrsăt, Kândal i Prey Vêng. Od września 1949 do maja 1950 był ministrem obrony, uczestniczył także w rozmowach niepodległościowych Kambodży z Francją. Od 1951 do 1952 ponownie gubernator prowincji Bătdâmbâng, od sierpnia 1954 do stycznia 1955 minister edukacji, następnie do września 1955 minister spraw wewnętrznych i obrony, od stycznia do lipca 1958 minister edukacji i pracy, następnie do lutego 1959 minister odpowiedzialny za kontakty z parlamentem, religię i sprawy wewnętrzne. Był również szefem wywiadu wewnętrznego Kambodży W 1958 wybrany do parlamentu. Od 1959 członek rady doradczej przy królu. W 1960 został członkiem rady regencyjnej, w tym samym roku mianowany premierem. W 1962 został kambodżańskim ambasadorem we Francji.
Po raz pierwszy żonaty z Néang San, po jej śmierci w 1948 ożenił się z Kompong Cham. Doczekał się dziewiątki dzieci.